# Régiments de cavalerie français d'Ancien Régime (V)
Cet article présente la liste des régiments de cavalerie français d'Ancien Régime, commençant par la lettre V.

## Régiment de Valavoire
- Régiment de Valavoire

C'est l'ancien régiment Cardinal Mazarin cavalerie qui prend le nom de « régiment de Valavoire » après avoir été donné, le 5 février 1651, au mestre de camp lieutenant, François Auguste, marquis de Valavoire, pendant l'exil du cardinal Mazarin. Le régiment reprend le nom de régiment Cardinal Mazarin cavalerie après avoir été repris le 3 février 1652 par le Cardinal Mazarin.

## Carabins de Vandy
- Carabins de Vandy

C'est l'ancien Carabins d'Arnaud qui prend le nom de « Carabins de Vandy » après avoir été donné, le 24 octobre 1654, à Claude-Absalon-Jean-Baptiste d’Aspremont, marquis de Vandy, avec la charge de mestre de camp général des carabins. Engagé dans la guerre franco-espagnole, il combat en Flandre et en Picardie en 1655, en Flandre en 1657 et 1658. Il prend le nom de carabins de Vaubrun après avoir été donné le 18 avril 1658, à Nicolas de Beautru, marquis de Vaubrun.

## Régiment de dragons-étrangers de Varennes
- Régiment de dragons-étrangers de Varennes

C'est l'ancien régiment de dragons-étrangers des Fourneaux qui prend le nom de « régiment de dragons-étrangers de Varennes » après avoir été donné, le 19 février 1674, à Joseph Alexandre de Nagu, marquis de Varennes. Dans le cadre de la guerre de Trente Ans, il est envoyé en Flandre et il participe à la bataille de Saint-Denis en 1678. Réformé le 8 août 1679, sauf la compagnie mestre de camp, le régiment est rétabli le 7 mai 1682 et envoyé en Flandre. Il prend le nom de régiment de dragons-étrangers de Robin le 30 mars 1693, après avoir été donné à M. du Robin.

## Régiment de Vatimont cavalerie (1638-1646)
- Régiment de Vatimont cavalerie (1638-1646)

Le régiment est formé le 24 janvier 1638, par Samuel de Beauveau de Vatimont. Dans le cadre de la guerre de Trente Ans, il est engagé en Flandre, et participe au siège et combat de Saint-Omer en 1638, au siège d'Hesdin en 1639, au siège d'Arras en 1640, aux sièges d'Aire, de La Bassée et de Bapaume en 1641 à la bataille de Rocroi, et aux prises de Thionville et de Sierck en 1643. Envoyé en Allemagne, il participe, à la bataille de Fribourg, aux prises de Philisbourg, de Worms, de Mayence, de Landau, de Manheim, de Neustadt, et de Kreutznach en 1644, aux batailles de Mariendal et de Nordlingen, et aux prises d'Heillbronn et de Trèves en 1645. Il prend le nom de Régiment de Noirlieu cavalerie après avoir été donné en avril 1646, à M. de Noirlieu.

## Régiment de Vatimont cavalerie (1650-1651)
- Régiment de Vatimont cavalerie (1650-1651)

C'est l'ancien régiment de régiment de Beauveau-croates cavalerie, qui est renommé « régiment de Vatimonts cavalerie » après avoir été donné au lieutenant-colonel Samuel de Beauveau de Vatimont le 5 mars 1650. Engagé dans la guerre franco-espagnole, il participe à la bataille de Rethel. Il prend le nom de régiment d'Espense cavalerie, après avoir été donné, le 2 avril 1651, au lieutenant-colonel Louis de Beauveau d'Espense frère du précédent.

## Régiment de Vaubecourt cavalerie
- Régiment de Vaubecourt cavalerie  

Ce régiment weimarien est admis à la solde de la France le 26 octobre 1635 sous les ordres du colonel comte de Vaubecourt. Dans le cadre de la guerre de Trente Ans il est envoyé en Lorraine puis en Flandre en 1638 où il participe au siège de Landrecies. Il prend le nom de régiment de Nothafft cavalerie après avoir été donné, en 1639, au colonel Nothafft.

## Carabins de Vaubrun
- Carabins de Vaubrun

C'est l'ancien carabins de Vandy qui prend le nom de « carabins de Vaubrun » après avoir été donné le 18 avril 1658, à Nicolas de Beautru, marquis de Vaubrun. Engagé dans la guerre franco-espagnole, il combat en Flandre en 1659. Il prend le nom de carabins de Quincy après avoir été donné en janvier 1660, à Louis comte de Quincy.

## Régiment de Vendôme cavalerie
- Régiment de Vendôme cavalerie 

Le régiment est levé, 17 janvier 1649, pour le parti rebelle, par César, duc de Vendôme. Il est licencié la même année.

## Régiment du Vidame d'Amiens cavalerie
- Régiment du Vidame d'Amiens cavalerie

Le régiment est levé, le 10 juillet 1647, par Henri Louis d'Albert d'Ailly, vidame d'Amiens. Dans le cadre de la guerre franco-espagnole il se trouve en Flandre, et participe aux sièges de La Bassée et de Lens en 1647, à la bataille de Lens, aux prises d'Ypres et de Furnes en 1648, et à la bataille de Rethel en 1650. Il passe en Lorraine en 1651 et en Picardie en 1652. Il prend le nom de régiment de Chaulnes cavalerie (1652-1656) après avoir été donné, 1er août 1652, â Charles d'Albert d'Ailly, chevalier de Chaulnes, frère du précédent.

## Régiment de Vienne cavalerie
- Régiment de Vienne cavalerie

C'est l'ancien régiment du Prince Camille cavalerie, qui est renommé « régiment de Vienne cavalerie »  après avoir été donné à N. comte de Vienne, le 1er février 1749. Par ordonnance du 1er décembre 1761 on lui donne le titre de Régiment Royal-Navarre cavalerie.

Régiment de Vienne cavalerie
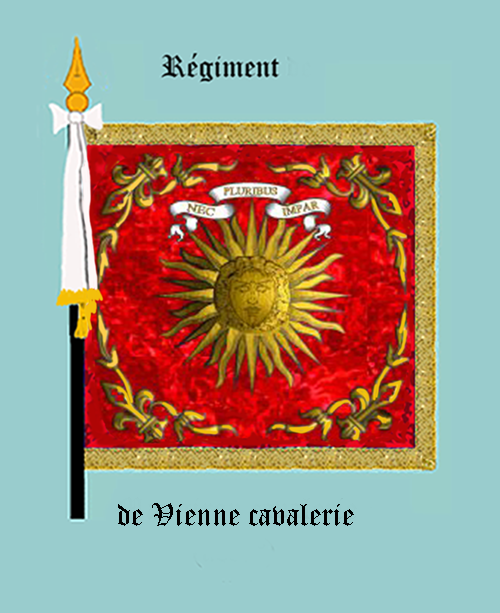
avers, vers 1750
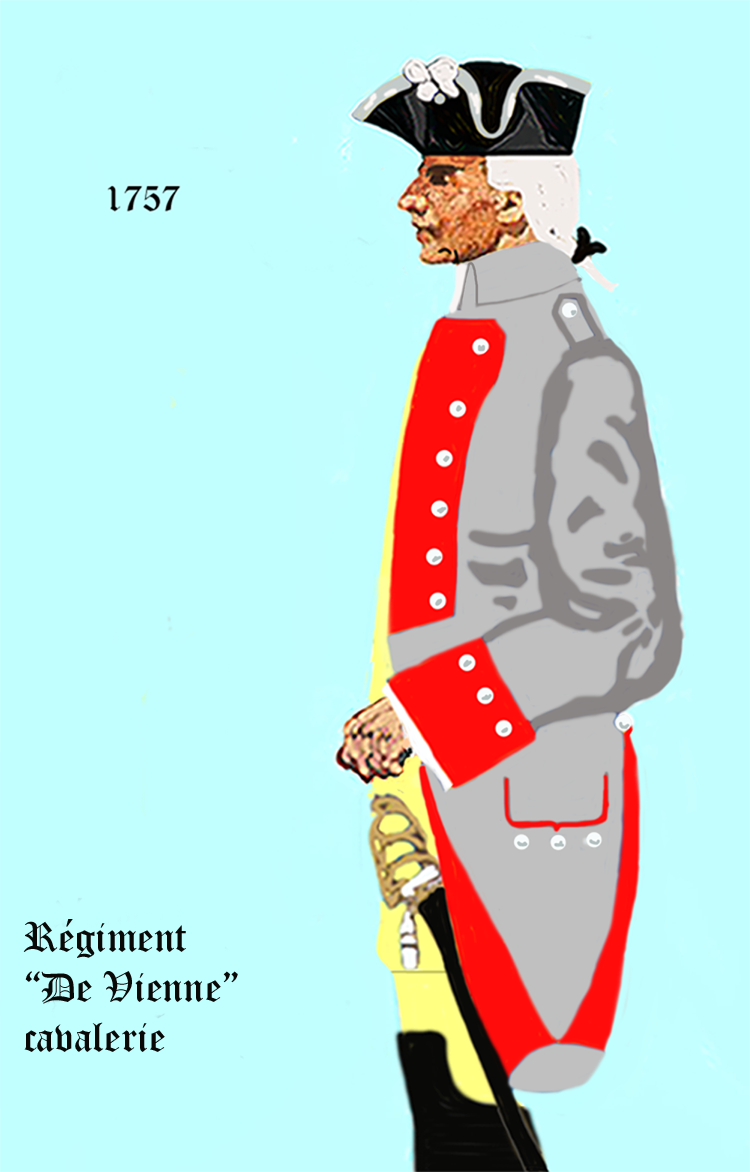
de 1757 à 1762

## Régiment de Vieux-Maisons cavalerie
- Régiment de Vieux-Maisons cavalerie

Ce régiment est levé le 22 janvier 1649, par Philippe de Vieux-Maisons de Sainte Colombe. Engagé dans la guerre franco-espagnole, il se trouve en Champagne et est licencié même année.
-

## Régiment de Vignau cavalerie
- Régiment de Vignau cavalerie

C'est l'ancien régiment Colonel-Général cavalerie (1635-1654), qui est renommé « régiment de Vignau cavalerie » du nom de son mestre de camp-lieutenant, après la mort de Louis de Lorraine-Guise, duc de Joyeuse colonel général de la cavalerie légère en 1654. Le régiment est envoyé en Italie, où il est licencié, en 1656.

## Régiment de Villars cavalerie
- Régiment de Villars cavalerie  

C'est l'ancien régiment de Calvisson cavalerie, qui est renommé « régiment de Villars cavalerie » après avoir été donné, le 7 septembre 1655, à Louis-François de Brancas, duc de Villars. Engagé dans la guerre des Faucheurs, il combat en Catalogne et est licencié en 1656.

## Régiment de Ville cavalerie
- Régiment de Ville cavalerie

Ce régiment est levé, le 27 novembre 1651, par François Giron, marquis de Ville. Envoyé en Italie, il participe au combat de la Rochetta en 1653, aux prises de Reggio, et de Pavie, en 1655, au siège de Valenza en 1656, au siège d'Alexandrie en 1657 et aux prises de Trino, et de Mortara, en 1658. Il est licencié en Piémont 18 avril 1661.

## Régiment de Villeneuve cavalerie
- Régiment de Villeneuve cavalerie

Ce régiment est formé, le 24 janvier 1638, par Claude de Murat de Villeneuve, avec sa compagnie de chevau-légers, et les compagnies de Mellon, de Le Féron, d'Auriac, de Sainte-Aulaire, de Montgaillard, de Valavoire et une compagnie de mousquetaires provenant du régiment de dragons-étrangers d'Arzilliers. Dans le cadre de la guerre de Trente Ans il rejoint l'Italie, et participe au secours de Verceil en 1638, à l'attaque des retranchements de Cencio, au secours de Casal, au siège de Chivasso et au combat de La Route (La Rotta), en Piémont, près de Carmagnole en 1639, au siège et combat de Turin en 1640, à la prise d'Ivrée, au secours de Chivasso, aux sièges de Ceva, de Pianezza, de Mondovi, et de Coni en 1641. Il rejoint ensuite la Catalogne, et se trouve aux combats de Villalongua, de Martorell, de Tamarit et de Lérida en 1642, au sièges de Flix, de Mirambel et de Cap de Quiers en 1643, et au Combat de Lérida en 1644. Il prend le nom de régiment de Calvo cavalerie après avoir été donné à M. de Calvo en 1645.

## Régiment de Villequier cavalerie (1644-1645)
- Régiment de Villequier cavalerie (1644-1645)

C'est l'ancien régiment d'Aumont cavalerie (1638-1644), qui est renommé « régiment de Villequier cavalerie », en 1644, après avoir été donné à Antoine d'Aumont de Rochebaron marquis de Villequier, après la mort de son frère Charles, marquis d'Aumont. En 1645, il prend le nom de régiment de Chappe cavalerie après que le mestre de camp cède le régiment à son neveu Louis Marie Victor d'Aumont, marquis de Chappes.

## Régiment de Villequier cavalerie (1651-1665)
- Régiment de Villequier cavalerie (1651-1665)

C'est l'ancien régiment de Chappe cavalerie, qui est renommé « régiment de Villequier cavalerie », en 1651, après que le mestre de camp Louis Marie Victor d'Aumont, marquis de Chappes monte en grade dans sa famille et devienne marquis de Villequier. Le 2 décembre 1665, il prend le nom de régiment de Cuirassiers du Roi.

## Régiment de Villeroy cavalerie
- Régiment de Villeroy cavalerie[3]